# Бабинцева, Александра Ивановна
Александра Ивановна Бабинцева (род. 4 февраля 1993, Киров) — российская дзюдоистка, бронзовый призёр чемпионата мира, участница летних Олимпийских игр 2020 года в Токио, Заслуженный мастер спорта России.

## Карьера
Воспитанница кировского дзюдо. Сейчас тренируется в Москве. Тренеры — Костин Л. Н., Тимофеева Е. В. и Нефедов В. А.
В 2012 году стала чемпионкой Европы среди юниоров. На европейском молодёжном первенстве в Праге стала бронзовым призёром.
В 2013 году победила на первенстве России (до 23 лет), а на первенстве России (до 21 года) стала лишь второй.
На Универсиаде 2013 года стала обладательницей бронзы в командном зачёте.
В июле 2015 на Универсиаде в Кванджу завоевала личную бронзу, а также командную бронзу.
На Универсиаде 2017 года она завоевала бронзу в личном первенстве.
В 2018 году Александра стала обладательницей бронзовой медали чемпионата мира.